# Карпатський рейд УПА
Карпатський рейд — перехід основних сил УПА на Закерзонні через німецько-радянський фронт у тил радянських військ під час наступу Червоної Армії на захід. Відбувався у період з 28 вересня по 27 листопада 1944 року за участі Лемківського куреня чисельністю близько 2000 вояків під загальним командуванням Василя Мізерного-«Рена».
Вихідним пунктом була полонина Букове Бердо неподалік Балигорода, а кінцевим — Перегінське на Рожнятівщині. Під час рейду курінь був розділений на дві частини, одна з яких, згідно з наказом, повернулася на Перемищину, а друга — продовжила рух на схід. Після 2-тижневого перебування у місці призначення курінь повернувся на терени Лемківщини.

## Перехід через фронт
За наказом командування УПА-Захід-Карпати всі відділи у цій місцевості підпорядковано Василеві-Мартинові Мізерному-«Ренові», командирові куреня «Лемківщина-Захід». Так виник загін (в УПА це одиниця, аналогічна полкові) «Лемківщина».
Прогнозований наступ Червоної армії, т. зв. Карпатсько-Ужгородська операція, розпочався 9 вересня в околиці Сянока, відтак охопив всю лінію фронту аж до Буковини. Вже до кінця місяця він пролягав приблизно по колишньому польсько-чехословацькому кордону.
Уникаючи сутичок із фронтовими частинами, відділи УПА, які перебували в околицях Балигорода, відійшли на південний схід, до місця постою куреня «Лемківщина-Захід» — полонину Букове Бердо між селами Бережки, Волосате, Мучне і Устрики Вижні (межа Ліського, Турківського і Нижньоустріцького повітів ОУН).
Радянські війська на цій ділянці фронту перейшли в наступ 18 вересня, а вже 23 числа підійшли впритул до Сяну. Наступного дня вони форсували ріку, захопивши Ветлинську полонину на захід від Букового Берда, а наступного дня — Ветлину та Береги Горішні, вийшовши до головного карпатського хребта, по якому йшов кордон. З півночі в результаті запеклих боїв з німцями 24 вересня Червона армія захопила Лютовиська та Лімну і продовжувала наступ. В таких умовах «Рен» вирушив ще таки 24 вересня зі своїм загоном на південний схід. Повстанці залишили Букове Бердо вчасно, оскільки вже 26 числа Червона армія взяла Устрики Горішні і Дзвиняч, а наступного дня гірськими стежками вийшла і тут до головного карпатського хребта, зайнявши, таким чином, і Букове Бердо.
«Рен», залишивши Букове Бердо, вирушив у відомий т. зв. Карпатський рейд, рухаючись за маршрутом Тарнава-Соколики-Турочки-Ботелка-Яблунів-Завадка-Мита-Козьова-Головецько. В Тарнаві до нього приєдналися решта підлеглих сотень, різні боївки та теренові працівники. На нараді із командирами «Рен» представив план рейду, визначив маршрути, спосіб зв'язку, порядок чергування.
Загін «Лемківщина» нараховував 1811 вояків у 10 сотнях: Данила Свістеля-«Веселого», Данила Свістеля-«Веселого», Володимира Щигельського-«Бурлаки», Дмитра Дідовського-«Іскри»-«Мазепи», Миколи Дутки-«Осипа», Миколи Савченка-«Байди» («Східняки»), Михайла Фридера-«Нечая» («Сурма»), Михайла Дуди-«Громенка», вістуна «Зенка» (дві чоти «Дружинники 2») і «Горбового» (ймовірно, Михайло Скляревський), а також кінно-розвідчій чоті, чоті артилерії «Тараса», військово-польовій жандармерії (ВПЖ) Володимира Качора-«Пугача» (15 стрільців). Разом з ними також йшла сотня «Кармелюка» (ймовірно, Степан Гнатів), чота організаційних працівників та бойовиків Самбірщини під командуванням Осипа Урбана-«Рена» (т. зв. «Малий Рен»), керівники Сяніцької округи Микола Радейко-«Хмель» (окружний провідник), «Луговий» (референт СБ) та Василь Цебеняк-«Богдан» (військовий референт) з охороною та інші працівники мережі ОУН. За твердженням С. Ґоляша, жінки були зведені в окрему чоту. Натомість інші джерела вказують, що жінки були розкидані по сотнях як розвідниці та санітарки. Загалом у рейд вирушило близько 2000 осіб. Це робить загін «Лемківщина», ймовірно, найбільшою військовою частиною, яка діяла в УПА-Захід.
В селі Висоцько Нижнє загін захопив німецький склад зброї, де здобуто 16 кулеметів Дегтярова, 14 ППШ, 150 гвинтівок, 2 важкі міномети, 20 ящиків патронів, 20 ящиків мінометних мін. В Миті під загрозою вжиття зброї та з покликанням на угоду про ненапад, загін пройшов розташування угорської частини, під час чого стрільці пограбували її обоз. Після скарги мадярських офіцерів «Рен» зробив збірку всіх сотень і перевірку на наявність пропавших речей (чоботи, однострої, плащ-палатки), але нічого виявлено не було, оскільки стрільці були попереджені і заховали їх по хатах.
Кінно-розвідча чота 28 вересня у Головецьку була обстріляна кулеметно-мінометним вогнем наступаючих радянських підрозділів, в результаті частина її вояків під час відступу загинули або пропали безвісти.
З-під Головецька загін повернув на Оряву і Тухольку, маючи в дорозі перестрілки стеж з більшовиками також біля сіл Плав'є та Кальна. Мадярські сапери підривали мости, але під загрозою сили «Рен» змусив їх зробити це після проходження своїх відділів.
Оцінивши ситуацію, «Рен» вирішив зменшити табір і в Рикові та Тухольці наказав заховати гармати та ліквідувати тачанки, а «Максими», міномети та найбільш необхідний інвентар везти кіньми. Ще раніше, щоб не нести важких котлів, він наказав кожному роєві мати відро та окремо варити. Але це мало і негативи, бо при такій чисельності було дуже багато ватр, що розконспіровувало відділ.
Вранці 29 вересня, уникаючи зіткнення з наступаючими радянськими військами, «Рен» вирушив через Хітар до Лавочного. При переході цього села того ж дня повстанці потрапили під гарматно-мінометний обстріл мадярських частин, які тримали захисну лінії на головному карпатському хребті. Обстрілом було розбито дві тачанки з продуктами, одягом та боєприпасами. До мадярів вислано парламентарів (Михайло Ґуштак-«Євген» — заступник «Рена», і «Тарас»), які, покликаючись на угоду між Головним командуванням УПА і представниками угорської армії, залагодили інцидент. Офіцери, які знали про цю угоду, вибачились перед повстанцями, заявивши, що прийняли їх за більшовиків.
Ввечері того ж дня загін дійшов до Волосянки і після кількагодинного відпочинку вирушив вночі верхами до Верхньої Рожанки, а відтак пополудні 30 вересня зупинився в лісовому масиві на схід від села на горі Чиряк. Тут без боїв повстанські відділи перечекали перехід фронту і опинилися в тилу Червоної армії.

### Поділ куреня
За наказом зверхників «Рен» 1 жовтня на г. Чиряк реорганізував загін і розділив його на два курені. До одного, під командуванням «Євгена» і його заступника «Осипа», увійшли сотні «Громенка», «Ворона»-«Бурлая», Михайла Ковальського-«Крісового» (змінив «Бульбу») та «Осипа». Курінь «Євгена» отримав наказ повертатися на захід, на терени ВО 6 «Сян», трасою Сколе-Устрики Долішні. З ними пішли деякі добровольці, які хотіли повернутися в Перемиську область («Пугач»), а також працівники підпілля ОУН, які були звідти («Хмель», «Богдан» та ін.). На Самбірщину з ними вирушила сотня «Кармелюка» і чота організаційних працівників та бойовиків під командуванням «Малого Рена».
Другий курінь залишився під командуванням «Рена» у складі сотень «Байди», «Бурлаки», «Веселого», «Нечая» і двох чот сотні «Дружинники 2» й пішов далі на схід в напрямі Чорного Лісу. З ними вирушив у рідні сторони в Золочівщину-Бережанщину і «Бульба» з чотою добровольців-земляків.
Після розподілу курінь «Євгена» нараховував 1080 вояків, курінь «Рена» — близько 1000.
Вирушивши на північ 2 жовтня, «Євген» повів свій відділ на гору Магуру, звідки через Брязу (Козаківку) і Сукіль діствася до Труханова. 7 жовтня він здійснив наскок райцентр Сколе з метою звільнити в'язнів, ліквідувати НКВД та захопити продовольчі склади. Акція була невдалою. Теренова мережа не зробила належної розвідки, а агентура в курені або в місцевому підпіллі повідомила про наміри наскоку, а тому більшовики перевели тюрму і НКВД, а самі приготувалися до оборони.
Зі Сколе курінь вирушив на захід. На горі Парашці повстанці потрапили під сильний обстріл і мінні поля. Сотні «Громенка», «Крісового» та «Осипа» вийшли більш-менш цілими, хоча і зазнали втрат. Курінь частково розпорошився. Відбився і «Євген», а тому командування перебрав «Осип». З Парашки він із своїм відділом та сотнею «Крісового» звернув до Тисовця, де зупинився ввечері 8 жовтня. Там повстанці, які не їли два дні, дещо відживилися та відпочили.
Вранці 10 жовтня курінь вирушив з Тисовця за маршрутом Багновате-Радич-Ясінка-Стецева-Ясінка Масьова-Свидник-Смільна-Жданна-Недільна-Лужок Горішній-Тисовиця-Лаврів-Нанчівка-Росохи-Рудавка-Смільниця-Лопушанка. В дорозі від куреня від'єдналася частина підрозділів і вояків, які залишилися на Самбірщині.
«Євген» долучився до куреня з групою вояків 13 жовтня в Ясінці Масьовій. На нараді командного складу командування доручено «Осипові», хоча формально курінним залишався «Євген».
В Лопушанці, куди відділи прибули 19 жовтня, у сутичці з прикордонниками загинув «Осип». Рештки куреня впродовж кількох днів частинами перейшли радянсько-польський кордон і в лісі Турниця зв'язалися із командуванням ВО «Сян». Загалом у Перемищину прибули понад 200 вояків (110 осіб у сотні «Осипа», до якої приєдналися решти сотні «Крісового», і 110 — у сотні «Громенка»). За підсумками рейду «Громенко» та «Осип» були відзначені Срібним Хрестом бойової заслуги II кл. (наказ ГВШ УПА ч. 1/45 від 25.04.1945 р.)

### Похід до Перегінська
Курінь на чолі з «Реном» після відходу «Євгена» вирушив на північний схід через г. Красну, північніше ріки Мізуньки, відтак повернув на південний схід і, залишаючи справа села Солотвину і Людвиківку, вийшов на хребет Аршиця. Звідси 8 жовтня дістався с. Ілемня Рожнятівського р-ну, а наступного дня розтаборився біля сусіднього села Суходіл. В цей час дві чоти з сотні «Дружинники 2» відійшли в Чорний Ліс. Далі на схід пішла і чота «Бульби».
Рейд був важкий, з подоланням висот по маршруту до 1347 м над рівнем моря, а малолюдний терен не міг забезпечити харчі (залізну порцію з'їли на третій день). Стрільці були фізично вичерпані, мали знищені взуття й одяг. В курені було 6 поранених на мінних полях, 45 нездатних продовжувати рейд, з'явилася червінка.
На Рожнятівщині відділи затрималися більш як на два тижні. Тут повстанці відпочили, запаслися харчами, полагодили одяг і взуття, привели до порядку зброю. «Рен» вислав зв'язкових у Чорний Ліс до командира УПА-Захід-Карпати Олекси Луцького-«Андрієнка»-«Богуна» в справі дальших дій, а сам в порозумінні і співпраці з місцевими відділами УПА і мережею ОУН здійснив наскок на райцентр Перегінське. Акція не досягла своїх завдань (захоплення складів та знищення ворожої залоги) через погану розвідку і невдалі дії місцевої сотні «Журавлі».

## Повернення на Лемківщину
Невдовзі кур'єри принесли «Ренові» відповідь від «Андрієнка», де той наказував повернутися на Лемківщину. Курінь доповнив харчові припаси, після чого вирушив на захід двома частинами, для кращої рухливості. Відділи «Байди» і «Бурлаки», з якими перебував «Рен», вийшли 29 жовтня за маршрутом Ілемня-Лоп'янка-Струтин Нижній-Надіїв-Белеїв-Чолгани(Міжріччя)-Лисовичі-Нинів-Танява-Розгірче-Орів-Урич-Новий Кропивник-Жданна і 13 листопада прибув на збірний пункт на г. Коханий Діл в 3 км на схід від Недільної Старосамбірського р-ну, де зупинилася на кілька днів.
Сотні «Веселого» і «Нечая» вирушили з околиць Перегінська 30 жовтня за маршрутом Луги-Нягрин (Підліски)-Шандровець-Мізунь Новий-Кальна-Слобода Болехівська-Лужки-Бряза-Труханів-Побук-Тишівниця-Межиброди-Орів-Урич-Новий Кропивник. В дорозі сталося кілька сутичок з ворогом. В Новому Кропивнику відділи розійшлися. Сотня «Веселого» пішла маршрутом Свидник-Тур'є-Топільниця-Лопушанка-Хомина-Гвоздець-Ріп'янка-Грозьова-Мшанець-Бистре-Середнє і 3 грудня перейшла кордон на річці Сян. Сотня «Нечая» з Нового Кропивника вирушила на Опаку, відтак повернула на Старий Кропивник, де в сутичці з більшовиками втратила 6 вояків, і через Залокоть вийшла на збірний пункт на г. Коханий Діл 16 листопада, де приєдналася до «Рена».
При заготівлі взуття в Недільній того ж дня сотня «Байди» мала сутичку з НКВД, а тому відділ повернув на північ під с. Сторонна Дрогобицького р-ну, де 17 листопада сотні «Байди» і «Бурлаки» звели з більшовиками шестигодинний оборонний бій. Повстанці втратили 19 вбитими, більшовики — 8 вбитими і 1 пропав безвісти.
Наступного дня відділи зібралися в Недільній і вирушили далі на захід за маршрутом Лопушанка Хомина-Гвоздець-Грозьова-Мшанець-Бистре-Кривка-Журавин. 21-24 листопада сотні «Байди» і «Бурлаки» чотами стояли в околицях Грозьової і Мшанця, а 25 листопада в лісі біля Кривки мали сутичку із взводом прикордонників. Обидві сотні разом із «Реном» перетнули кордон ввечері 27 листопада і за кілька годин прибули до села Ступосяни неподалік Букового Бердо. Ще за кілька днів, 3 грудня, до сусіднього села Руського прибула сотня «Веселого». Відділ «Сурма» залишився на території УРСР (в Ступосяни прибула 9.01.1944 р.). Так завершився карпатський рейд довжиною понад 400 км та тривалістю 65 днів.
При поверненні кожна сотня мала по три чоти чисельністю 35-40 вояків, сотенний почот (8-10 осіб) і жандармерію (4-5 осіб), маючи на озброєнні 9 ручних кулеметів, 5-6 автоматів та гвинтівки (крім того, у сотні «Бурлаки» був німецький ручний міномет, у «Сурмі» — станковий кулемет). На початок грудня курінь «Рена» нараховував до 400 осіб (без сотні «Сурма») із 30 ручними кулеметами, 25 автоматами і браком патронів (до 40 на стрільця).